# Període d'Uruk
El període d'Uruk va ser una fase cultural de la civilització de Mesopotàmia, que va seguir al període de l'Obeid. La datació és imprecisa però s'iniciaria cap als anys 3800 aC o 3700 aC. i acabaria potser al 3200 aC. Se l'anomena d'Uruk perquè s'observa principalment en aquesta ciutat però es va estendre a tota la baixa Mesopotàmia i encara més lluny. El període cobreix des del protohistòric Calcolític a l'inici de l'edat del bronze. El període següent s'anomena Jemdet Nasr. En aquest període va néixer la vida urbana, l'escriptura pictogràfica i a la segona meitat del IV mil·lenni l'escriptura cuneïforme.
En l'excavació d'Uruk els nivells XVIII a XIV formen part de la cultura de l'Obeid i del XIV al IV corresponen al període d'Uruk pròpiament dit.
Els estrats ocupen 16 metres. El carboni 14 data el nivell més fondo d'Uruk a l'any 4114 aC amb un marge de 160 anys.

## Societat
S'han proposat diverses hipòtesis sobre la possible organització d'aquesta fase cultural tan àmplia. Generalment s'assumeix que la societat estava estratificada, i a dalt de tot se situava l'ensi, o en, que tenia poders polítics i religiosos. Però altres autors han defensat la hipòtesi de que la societat estava organitzada de forma essencialment igualitària, i els dirigent eren només administradors dels béns comuns, sense cap privilegi més enllà del prestigi del seu càrrec. Això explicaria el fet que les ciutats del període Uruk no mostren cap jerarquització: no s'han trobat habitatges d'un estatus superior i tampoc s'han trobat joies o fortunes privades. Segons aquests autors la relació entre la perifèria cultural i les ciutats de la baixa Mesopotàmia s'hauria establert en termes de relativa igualtat econòmica. Altres autors pensen que existia un estat centralitzat que controlava l'activitat econòmica mitjançant tributs o recaptant part dels béns obtinguts pel treball de la gent.

## Arquitectura
L'arquitectura és un dels trets més característics del període Uruk ja que es trenca completament amb l'estil dels períodes anteriors, quan predominava l'ús de la tova. Amb la cultura Uruk es va experimentar amb nous materials i noves formes com ara l'ús de la pedra calcària i la decoració amb mosaics. No se sap quins motius hi va haver pel canvi a unes tècniques substancialment més cares, ja que la pedra s'havia de transportar en grans blocs des de la cantera fins a l'obra i els mosaics s'elaboraven a mà. Se sap que es feia un determinat ritual en la construcció. Quan un gran edifici s'havia de renovar, s'omplia amb enderrocs i s'enterrava, elevant el terreny. A continuació, el nou edifici s'aixecava sobre el monticle resultant.